# جين كورتين
جين كورتين (بالإنجليزية: Jane Curtin)‏ ولدت في 6 سبتمبر 1947، هي ممثلة أمريكية. تعتبر ممثلة بارعة التمثيل في المجال الكوميدي حيث استطاعت أن تحصل على أفضل ممثلة رئيسية في مسلسل كوميدي في مهرجان إيمي التلفزيوني عن سنتي 1984 و 1985. وقد اكتسبت شهرة كبيرة من خلال المشاركة في البرنامج Saturday Night Live من 1975 حتى 1980 ثم المشاركة في المسلسل التلفزيوني Kate & Allie من 1984 حتى 1987 ثم المشاركة في مسلسل حقبة التسعينات 3rd Rock from the Sun من 1996 حتى 2001.

## وصلات خارجية
- جين كورتين على موقع IMDb (الإنجليزية)
- جين كورتين على موقع ألو سيني (الفرنسية)
- جين كورتين على موقع ميوزك برينز (الإنجليزية)
- جين كورتين على موقع أول موفي (الإنجليزية)
- جين كورتين على موقع قاعدة بيانات برودواي على الإنترنت (الإنجليزية)
- جين كورتين على موقع قاعدة بيانات الأفلام السويدية (السويدية)
- جين كورتين على موقع إن إن دي بي (الإنجليزية)
- جين كورتين على موقع ديسكوغز (الإنجليزية)
- جين كورتين على موقع قاعدة بيانات الفيلم (الإنجليزية)
- جين كورتين على موقع كينوبويسك (الروسية)
- جين كورتين في قاعدة بيانات أقل من برودواي على الإنترنت
- Jane Curtin reading Tobias Wolff's story "In the Garden of the North American Martyrs" على يوتيوب